# Coupe des clubs champions africains 1985
Navigation
Édition précédente Édition suivante
La Coupe des clubs champions africains 1985 est la 21e édition de la Coupe des clubs champions africains. Le club vainqueur de la compétition est désigné champion d'Afrique des clubs 1985.
C'est le club marocain des FAR de Rabat qui remporte la compétition cette année après avoir battu la formation zaïroise de l'AS Bilima en finale. C'est le premier titre de cette compétition pour une équipe marocaine alors que l'AS Bilima perd sa deuxième finale de Coupe des clubs champions, après l'échec de 1980.

## Résultats

### Tour préliminaire
| Équipe 1                     | Résultat | Équipe 2                      | Aller | Retour |
| ---------------------------- | -------- | ----------------------------- | ----- | ------ |
| ASC Garde Nationale          | 3 - 1    | Sporting Clube de Bissau      | 1 - 0 | 2 - 2  |
| Ground Force                 | 1 - 4    | Vital’O Football Club         | 1 - 2 | 0 - 2  |
| Atlético Petróleos de Luanda | 5 - 2    | AS Tempête Mocaf              | 4 - 1 | 1 - 1  |
| Ports Authority FC           | -        | USFA Ouagadougou forfait      | -     | -      |
| Mbabane Highlanders          | 4 - 3    | Lesotho Paramilitary Force FC | 4 - 1 | 0 - 2  |

### Premier tour
| Équipe 1             | Résultat | Équipe 2                     | Aller | Retour |
| -------------------- | -------- | ---------------------------- | ----- | ------ |
| AS Bilima            | 4 - 0    | Township Rollers             | 3 - 0 | 1 - 0  |
| Lions de l'Atakory   | 0 - 4    | Hearts of Oak SC             | 0 - 1 | 0 - 3  |
| Stella Club d'Adjamé | 1 - 4    | Union sportive de Gorée      | 1 - 1 | 0 - 3  |
| Scarlets Nakuru      | 2 - 2E   | Vital’O Football Club        | 2 - 1 | 0 - 1  |
| Nakivubo Villa SC    | 4 - 4E   | Al Hilal Omdurman            | 4 - 2 | 0 - 2  |
| Tonnerre Yaoundé     | 2 - 2E   | AS Sogara                    | 2 - 1 | 0 - 1  |
| AS Kaloum Star       | 3 - 2    | Real Republicans FC          | 1 - 0 | 2 - 2  |
| Black Rhinos FC      | 4 - 1    | Mbabane Highlanders          | 1 - 0 | 3 - 1  |
| CA bizertin          | 2 - 1    | ASC Garde Nationale          | 1 - 0 | 1 - 1  |
| Enugu Rangers        | 4 - 1    | Atlético Petróleos de Luanda | 2 - 0 | 2 - 1  |
| GC Mascara           | 4 - 3    | Al-Ittihad Tripoli           | 4 - 0 | 0 - 3  |
| Power Dynamos FC     | 6 - 1    | KMKM FC                      | 4 - 0 | 2 - 1  |
| AS FAR               | -        | Ports Authority FC forfait   | 8 - 0 | -      |
| Zamalek SC           | -        | Marine Club FC forfait       | -     | -      |
| OC Agaza             | 1 - 3    | CARA Brazzaville             | 0 - 1 | 1 - 2  |
| Invincible Eleven    | 4 - 1    | Stade malien                 | 3 - 0 | 1 - 1  |

### Deuxième tour
| Équipe 1                | Résultat | Équipe 2          | Aller | Retour |
| ----------------------- | -------- | ----------------- | ----- | ------ |
| AS Bilima               | 2 - 1    | CARA Brazzaville  | 1 - 1 | 1 - 0  |
| Union sportive de Gorée | 3 - 1    | Hearts of Oak SC  | 3 - 0 | 0 - 1  |
| Vital’O Football Club   | 4 - 2    | AS Sogara         | 3 - 1 | 1 - 1  |
| AS Kaloum Star          | 3 - 3E   | Enugu Rangers     | 2 - 0 | 1 - 3  |
| CA bizertin             | 2 - 4    | AS FAR            | 1 - 4 | 1 - 0  |
| Power Dynamos FC        | 1 - 3    | Black Rhinos FC   | 0 - 2 | 1 - 1  |
| Zamalek SC              | 5 - 1    | Al Hilal Omdurman | 4 - 0 | 1 - 1  |
| Stade malien            | 2 - 3    | GC Mascara        | 2 - 0 | 0 - 3  |

### Quarts de finale
| Équipe 1              | Résultat      | Équipe 2                | Aller | Retour |
| --------------------- | ------------- | ----------------------- | ----- | ------ |
| GC Mascara            | 0 - 3         | AS Bilima               | 0 - 0 | 0 - 3  |
| Vital’O Football Club | 3 - 5         | Zamalek SC              | 1 - 0 | 2 - 5  |
| AS FAR                | 3 - 3 3-1 tab | AS Kaloum Star          | 3 - 0 | 0 - 3  |
| Black Rhinos FC       | 2 - 3         | Union sportive de Gorée | 2 - 0 | 0 - 3  |

### Demi-finales
| Équipe 1   | Résultat      | Équipe 2                | Aller | Retour |
| ---------- | ------------- | ----------------------- | ----- | ------ |
| Zamalek SC | 1 - 1 3-4 tab | AS FAR                  | 1 - 0 | 0 - 1  |
| AS Bilima  | 2 - 1         | Union sportive de Gorée | 2 - 0 | 0 - 1  |

### Finale
| Aller                | AS FAR | 5 - 2   | AS Bilima | Complexe sportif Moulay-Abdallah, Rabat                                                            | |
| 30 novembre 1985 15h | khairi 18e , Haidamou 27e, 54e , chicha 47( pen) , Halim 74e                                                            | (2-1)   | Basele 34e , Beya 69e                                                                                              | Spectateurs : 35 000 spectateurs Arbitrage : M: Jean-Fidèle Diramba Gabon assisté de Montele Gabon | Spectateurs : 35 000 spectateurs Arbitrage : M: Jean-Fidèle Diramba Gabon assisté de Montele Gabon |
| 30 novembre 1985 15h | Chicha 56e , Fadili 70e                                                                                                 | .       | Bolaseke 61e , Elongo 63e ·                                                                                        | Spectateurs : 35 000 spectateurs Arbitrage : M: Jean-Fidèle Diramba Gabon assisté de Montele Gabon | Spectateurs : 35 000 spectateurs Arbitrage : M: Jean-Fidèle Diramba Gabon assisté de Montele Gabon |
| 30 novembre 1985 15h | Hmied , Errmouki , Hamdi (puis Blad ) , Hcina , Lemris , Fadili , ( puis Boudraa) , Khairi , Aziz , Haidamou , Chicha . | Équipes | Elenguesa , Elongo , Nsangh , Matombe , Beya , Sibongo , Cibambe , Aiseza , Kongolo , Bolaseke , Mobati , Basele . | Spectateurs : 35 000 spectateurs Arbitrage : M: Jean-Fidèle Diramba Gabon assisté de Montele Gabon | Spectateurs : 35 000 spectateurs Arbitrage : M: Jean-Fidèle Diramba Gabon assisté de Montele Gabon |

| Retour               | AS Bilima | 1 - 1   | AS FAR        | Stade Mobutu, Lubumbashi |  |
| 22 décembre 1985 15h | Anta 48 e | (0 - 0) | Haidamou 72 e |                          |  |
| 22 décembre 1985 15h | [ 3 ]     |         |               |                          |  |

## Vainqueur
| Coupe des clubs champions africains Vainqueur 1985           |
| ------------------------------------------------------------ |
| Association sportive des Forces armées royales Premier titre |